# Rock of Ages (comédie musicale)
Pour les articles homonymes, voir Rock of Ages.
Rock of Ages est une comédie musicale juke-box construite autour de chansons rock classiques des années 1980, en particulier des célèbres groupes de glam metal de cette décennie. La comédie musicale présente des chansons de Styx, Journey, Bon Jovi, Pat Benatar, Twisted Sister, Steve Perry, Poison et Europe, parmi d'autres groupes de rock bien connus. Il a été écrit par Chris D'Arienzo, mis en scène par Kristin Hanggi et chorégraphié par Kelly Devine avec une supervision musicale, des arrangements et des orchestrations par Ethan Popp.
Pendant la représentation, les interprètes brisent fréquemment le quatrième mur, s'adressant directement au public et oubliant qu'ils sont les acteurs d'une comédie musicale. Malgré le titre de la comédie musicale, la chanson du même nom n'est pas incluse dans la comédie musicale.
La production originale de Broadway a duré 2 328 représentations, clôturant le 18 janvier 2015 à égalité en tant que 29e plus longue production en cours de l'histoire de Broadway. Depuis ses débuts sur la Great White Way en 2009, il a engendré d'autres productions dans le monde entier au Japon, en Australie et au Royaume-Uni, entre autres, ainsi que plusieurs productions en tournées.

## Synopsis
Acte I
Lonny Barnett, qui sert de narrateur, met en place l'histoire : en 1987, un rocker en herbe nommé Drew Boley travaille comme serveur dans le bar/club hollywoodien appelé le Bourbon Room, propriété de Dennis Dupree et assisté de Lonny (Just Like Paradise/Nothin' but a Good Time). Il tombe instantanément amoureux d'une fille, Sherrie Christian, qui vient d'arriver de Paola, Kansas, dans l'espoir de devenir actrice (Sister Christian). Drew convainc Dennis d'embaucher Sherrie comme serveuse.
Deux promoteurs allemands, Hertz Klinemann et son fils Franz, persuadent le maire de la ville d'abandonner le style de vie «sexe, drogue et rock-n-roll» du Sunset Strip et qui deviendrait une «ville propre», à la grande colère de l'urbaniste, Regina (We Built This City). Lorsque Dennis apprend qu'une partie du plan consiste à démolir The Bourbon Room, il pense que le club peut générer plus d'argent en demandant à la rock star Stacee Jaxx et à son groupe Arsenal, qui a récemment annoncé leur rupture, d'effectuer leur dernier concert au Bourbon (Too Much Time on My Hands). Il appelle Stacee et le convainc de jouer leur dernier concert dans le club où il avait commencé. Alors que Drew a du mal à écrire de nouvelles paroles, (I Wanna Rock). Regina commence à protester contre les plans de réaménagement de Hertz et Franz (We're Not Gonna Take It).
Plus tard, après s'être disputée avec ses parents lors d'un appel téléphonique, Sherrie commence à avoir des sentiments pour Drew, qui soutient son rêve. Aussi, Drew, auditionnant pour Arsenal, trouve les paroles qu'il cherchait et se rend compte qu'elles viennent de ses sentiments pour Sherrie (More Than Words/Heaven/To Be with You). Après avoir obtenu la première place pour Arsenal, Drew invite Sherrie à faire un pique-nique dans les collines surplombant Los Angeles (Waiting for a Girl Like You). Là, il prêche le faux pour avoir le vrai et lui fait part de sa satisfaction de n’être que deux amis, créant une déception réciproque et ruinant le rendez-vous.
Stacee Jaxx arrive au Bourbon et donne une interview sur sa vie (Wanted Dead or Alive). Sherrie tombe immédiatement amoureuse de lui, pensant qu'elle ne signifie plus rien pour Drew, et finit par avoir coucher avec Stacee dans la chambre des hommes (I Want to Know What Love Is). Alors que Stacee et Sherrie font l'amour, Drew ouvre les portes du Bourbon, ne sachant pas qu'un producteur de disques est dans le public. Après leur date, Stacee dit à Dennis de renvoyer Sherrie avant le début du concert. Son guitariste réalise ce que Stacee a fait, l’assomme et il  sera finalement remplacé par Drew. Le producteur de disques du club a été impressionné par la performance de Drew et suggère qu'il succède à Stacee. Il propose alors à Drew un contrat qu'il accepte. Sherrie cherche du réconfort auprès de Drew après avoir été renvoyée du club, même s’il l’a vu entrer dans la chambre avec Stacee, (Cum On Feel the Noize). Au milieu de ces événements, Regina continue sa protestation (We're Not Gonna Take It [Reprise]).
Sherrie bouleversée et sans emploi rencontre Justice Charlier, la propriétaire du Venus Club à proximité, qu’elle préfère appeler un «club de gentleman». Elle raconte l'histoire de Sherrie, en disant que beaucoup de filles de la petite ville qui espèrent réussir à Los Angeles finissent par gagner leur vie en tant que strip-teaseuses. À contrecœur, Sherrie accepte l'offre de Justice de travailler dans son club (Harden My Heart / Shadows of the Night). À la fin de l'acte, tout le monde est seul - Drew, en tant que rock star en devenir ; Sherrie, se débrouillant seule en tant que danseuse dénudée ; Regina protestant contre le réaménagement ; et Dennis, essayant de sauver son club (Here I Go Again).
Acte II
Hertz et Franz commencent la démolition sur le Sunset Strip, les éloignant l'un de l'autre alors que Franz tombe amoureux de Regina. Dennis et Lonny rejoignent le combat avec peu de succès (The Final Countdown). L'image de rocker de Drew bouleverse le producteur de disques et Sherrie apprend comment les choses fonctionnent au Venus Club (Any Way You Want It / I Wanna Rock [Reprise]). Quand ils se rencontrent dans la rue, Sherrie est gênée par son travail et Drew est contrarié que sa maison de disques tente de le transformer en un boys band hip-hop, "The Zee Guys" comme Joshua Zee. Ils se disputent et Sherrie admet qu'elle était amoureuse de lui, mais a été découragée quand il lui a dit qu'ils étaient amis. Ils se quittent, troublés par ces nouvelles révélations (High Enough).
Stacee ivre arrive au Venus Club et est heureux de voir Sherrie. Il l’a force à lui faire une lapdance, elle se rapproche de lui contre son gré (I Hate Myself for Loving You/Heat of the Moment). Drew arrive pour lui avouer ses sentiments, mais se met en colère quand il voit les deux dans une position suggestive et s'en va. Justice dit plus tard à Drew qu’après son départ, Sherrie a frappé Stacee à la mâchoire pour le repousser.
Regina continue sa protestation contre la destruction du Strip, mais sans succès. Elle convainc Franz de tenir tête à son père s'il ne croit pas en sa vision. Franz admet qu'il a son propre rêve, celui d'ouvrir une confiserie en Allemagne. Il se rebelle contre son père et admet son amour pour Regina (Hit Me with Your Best Shot). Pendant ce temps, Dennis et Lonny, bouleversés par la perte du club Bourbon, admettent qu'ils ont des sentiments l'un pour l'autre (Can't Fight This Feeling).
Sherrie décide de quitter le Venus Club après la scène avec Drew, et Justice lui dit qu'elle a eu une expérience similaire avec son premier amour. Tout le monde est en ébullition alors qu'ils tentent de passer à autre chose (Every Rose Has Its Thorn). Franz part pour l'Allemagne et Hertz commence à regretter la manière blessante dont il a traité son fils (Keep On Loving You). Regina arrive et explique à Hertz que Franz ne le hait pas ; il veut simplement que son père soutienne son rêve. Hertz décide de rendre l'acte de propriété à Dennis et d'investir dans la confiserie de Franz.
Drew, maintenant livreur de pizzas, se rend compte qu'aucun de ses rêves n'est devenu réalité - il n'est toujours pas une rock star, et Sherrie quitte la ville dans un train de nuit. Lonny arrive et brise le quatrième mur en expliquant à Drew que sa vie est si misérable qu'ils sont tous les personnages d'une comédie musicale et que c'est leur auteur qui l'a fait. Il révèle également à Drew qu'il sert de «prestidigitateur dramatique» de la série et que si Drew veut une fin heureuse, c'est à lui de la retrouver. Après avoir entendu cela, Drew se rend compte qu'il n'a pas besoin de célébrité pour être heureux, mais seulement de Sherrie (Oh Sherrie). Il la rejoint à la gare à temps (The Search Is Over).
Dans l'épilogue, le Bourbon est épargné de la démolition et Stacee Jaxx, maintenant un has-been qui a est accusé de viol, s'enfuit en Uruguay (Renegade). Franz ouvre son magasin de confiserie en Allemagne et entretient une relation à distance avec Regina, qui devient la nouvelle Maire de West Hollywood. Dennis décède, laissant la salle Bourbon à Lonny, et Sherrie et Drew déménagent à Glendale et fondent une famille. Lonny note que sur The Strip, parfois les rêves avec lesquels vous entrez ne sont pas toujours les rêves avec lesquels vous partez, mais ils bousculent toujours (Don't Stop Believin').

## Numéros musicaux
| Acte I - Cum On Feel the Noize (Pre-Reprise)/Just Like Paradise/Nothin' but a Good Time (Quiet Riot/David Lee Roth/Poison) – Lonny, Dennis, Drew, toute la troupe - Sister Christian (Night Ranger) – Sherrie, Drew, Mother, Father, la troupe - We Built This City/Too Much Time on My Hands (Starship/Styx) – Drew, Dennis, Lonny, Stacee, Regina, Mayor, Franz, Hertz, la troupe - I Wanna Rock (Twisted Sister) – Drew, la troupe - We're Not Gonna Take It (Twisted Sister) – Regina, Ensemble - More Than Words/To Be with You/Heaven (Extreme/Mr. Big/Warrant) – Sherrie, Drew, la troupe - Waiting for a Girl Like You (Foreigner) – Drew, Sherrie, Stacee, Ensemble - Wanted Dead or Alive (Bon Jovi) – Stacee, Sherrie, Ensemble - I Want to Know What Love Is (Foreigner) – Stacee, Sherrie, Drew, Ensemble - Cum On Feel the Noize/We're Not Gonna Take It (Reprise) (Quiet Riot/Twisted Sister) – Stacee, Dennis, Sherrie, Regina, Drew, la troupe - Harden My Heart/Shadows of the Night (Quarterflash/Pat Benatar) – Sherrie, Justice, Lonny, la troupe - Here I Go Again (Whitesnake) – Sherrie, Drew, Stacee, Dennis, Lonny, Regina, Franz, la troupe † Pas sur l'enregistrement original Broadway Cast | Acte II - The Final Countdown/We Built This City (Reprise) (Europe/Starship) – Hertz, Franz, Dennis, Lonny, Regina, Ensemble - Any Way You Want It/I Wanna Rock (Reprise) (Journey/Twisted Sister) – Justice, Sherrie, Drew, Record Company Men, Ensemble - High Enough (Damn Yankees) – Sherrie, Drew, la troupe - I Hate Myself for Loving You/Heat of the Moment (Joan Jett And The Blackhearts/Asia) – Sherrie, Stacee, Drew, la troupe - Hit Me with Your Best Shot (Pat Benatar) – Franz, Regina, Hertz, Ensemble - Can't Fight This Feeling (REO Speedwagon) – Dennis, Lonny, Ensemble - Every Rose Has Its Thorn (Poison) – Justice, Sherrie, Drew, Franz, Hertz, Dennis, Lonny, Stacee, Ensemble - Keep On Loving You (REO Speedwagon) – Hertz † - Oh Sherrie (Steve Perry) – Drew, Sherrie, Ensemble - The Search Is Over (Survivor) – Drew, Sherrie, la troupe - Renegade (Styx) – Stacee, Company † - Don't Stop Believin' (Journey) – Toute la troupe |

‡ La chanson Rock of Ages de Def Leppard ne fait pas partie de la comédie musicale car Universal Music Group n'a pas accordé de licence pour la chanson. Cependant, l'enregistrement original est souvent joué après le rappel.

## Productions

### Pre-Broadway
| Rôle              | Acteur/Actrice   |
| ----------------- | ---------------- |
| Stacee Jaxx       | Chris Hardwick   |
| Sherrie Christian | Laura Bell Bundy |
| Drew Boley        | James Snyder     |
| Lonny Barnett     | Dan Finnerty     |
| Dennis Dupree     | Kyle Gass        |
| Franz Klinemann   | Tom Lenk         |
| Regina McKaig     | Patty Wortham    |
| Justice Charlier  | Michele Mais     |
| Mayor             | Jeremy Rabb      |
| Hertz Klinemann   | David Holladay   |

Los Angeles (2005, 2006)
La comédie musicale a été créée le 27 juillet 2005 à Los Angeles au King King, un club sur Hollywood Boulevard où elle a été diffusée pour un engagement limité. Il a ensuite déménagé au Vanguard Hollywood en janvier 2006 pour un deuxième court terme.
Après la période au Vanguard, le spectacle a ensuite déménagé aux Red Studios Hollywood où il a été joué devant des foules à guichets fermés. En mai 2006, il y a eu une courte période au Flamingo Las Vegas.
Off-Broadway (2008–2009)
La comédie musicale a ouvert Off-Broadway au New World Stages le 16 octobre 2008 et s'est déroulée jusqu'au 4 janvier 2009. Kelly Devine était le nouveau chorégraphe et Ethan Popp a été amené à superviser la musique, ainsi qu'à créer de nouveaux arrangements et orchestrations pour la production.

### Broadway
La comédie musicale a ensuite été transférée à Broadway. Les avant-premières ont commencé le 17 mars 2009 au Brooks Atkinson Theatre, et a été inauguré officiellement le 7 avril 2009. La production de Broadway s'est temporairement fermée le 9 janvier 2011 et a déménagé au Helen Hayes Theatre, où elle a repris les représentations le 24 mars 2011.
Le spectacle s'est terminé le 18 janvier 2015 après 22 avant-premières et 2 328 représentations régulières, plaçant Rock of Ages à égalité avec L'Homme de la Mancha en tant que 29e plus longue production de Broadway de tous les temps.

### Productions britanniques
West End de Londres (2011-2013)
Les avant-premières britanniques ont commencé le 31 août 2011 au Shaftesbury Theatre dans le West End. La soirée d'ouverture a eu lieu le 27 septembre 2011. Amy Pemberton a joué le rôle de Sherrie, mais a été forcée de se retirer du spectacle. Elle a joué pour la première semaine des avant-premières et au West End Live 2011. Elle est restée en congé prolongé pendant que sa doublure Natalie Andreou jouait le rôle. Pemberton a décidé plus tard qu'elle ne reviendrait pas au rôle et Andreou l'a reçu de manière permanente.
Le spectacle a été transféré au Garrick Theatre en janvier 2013, où il a fermé le 2 novembre 2013, concluant une production de deux ans. Après sa fermeture dans le West End, la comédie musicale a commencé une tournée nationale au Royaume-Uni et en Irlande. Les représentations ont commencé au Palace Theatre de Manchester le 3 mai 2014. Après 27 lieux, la tournée a pris fin au New Theatre, Wimbledon, Londres le 22 novembre 2014. Une deuxième tournée nationale a débuté le 25 septembre 2018 à Manchester pour se terminer le 27 juillet 2019, avec les derniers concerts à Sunderland. Au lieu de cela, la tournée s'est prolongée d'une semaine et est allée à Leeds et la tournée s'est terminée là-bas le 3 août 2019.

### Productions internationales
Plusieurs productions internationales ont été créés comme à Toronto (2010-2011), à Melbourne et Brisbane, Australie (2011),, Manille (2012, 2013, 2014), Las Vegas (2012–2017), Afrique du Sud (2017), Suisse (2019) et en tournée aux États-Unis (2019).

## Distribution
| Rôle                                          | Casting original Off-Broadway | Casting original de Broadway | Première tournée nationale | Casting original australien | Casting original West End | Tournée UK                                  | Casting original Las Vegas |
| --------------------------------------------- | ----------------------------- | ---------------------------- | -------------------------- | --------------------------- | ------------------------- | ------------------------------------------- | -------------------------- |
| Drew Boley                                    | Constantine Maroulis          | Constantine Maroulis         | Constantine Maroulis       | Justin Burford              | Oliver Tompsett           | Noel Sullivan & Stephen Rolley (alternance) | Justin Mortelliti          |
| Sherrie Christian                             | Kelli Barrett                 | Amy Spanger                  | Rebecca Faulkenberry       | Amy Lehpamer                | Amy Pemberton             | Cordelia Farnworth                          | Carrie St. Louis           |
| Lonny/Homme de la compagnie d'enregistrement  | Mitchell Jarvis               | Mitchell Jarvis              | Patrick Lewallen           | Brent Hill                  | Simon Lipkin              | Stephen Rahman-Hughes                       | Mark Shunock               |
| Stacee Jaxx/Père de Sherrie                   | Will Swenson                  | James Carpinello             | MiG Ayesa                  | Michael Falzon              | Shayne Ward               | Ben Richards                                | Kyle Lowder                |
| Dennis/Homme de la compagnie d'enregistrement | Adam Dannheisser              | Adam Dannheisser             | Nick Cordero               | Anthony Harkin              | Justin Lee Collins        | Daniel Fletcher                             | Troy Burgess               |
| Franz                                         | Wesley Taylor                 | Wesley Taylor                | Travis Walker              | Lincoln Hall                | Sandy Moffat              | Cameron Sharp                               | Kevin Hegmann              |
| Regina/Candi                                  | Lauren Molina                 | Lauren Molina                | Casey Tuma                 | Francine Cain               | Jodie Jacobs              | Jessie May                                  | Aly Bloom                  |
| Justice/Mère de Sherrie                       | Michele Mais                  | Michele Mais                 | Teresa Stanley             | Rachel Dunham               | Rachel McFarlane          | Rachel McFarlane                            | Markesha McCoy             |
| Hertz                                         | Paul Schoeffler               | Paul Schoeffler              | Bret Tuomi                 | David Whitney               | Rohan Tickell             | Jack Lord                                   | Robert Torti               |
| Joey Primo                                    | Jeremy Woodard                | Jeremy Woodard               | Joey Calveri               | Alexander Ellis             | Dylan Turner              | Tom Andrew Hargreaves                       | Patrick Joyce              |
| Maire/Ja'Keith (Paul) Gill                    | Brian Munn                    | Andre Ward                   | Rashad Naylor              | Thern Reynolds              | Nathan Amzi               | Rakesh Boury                                | Robert Peters              |
| Serveuse #1                                   | Savannah Wise                 | Savannah Wise                | Angela Brydon              | Samantha Hagen              | Twinnie Lee Moore         | Abigail Climer                              | Amanda Miller              |
| Constance Sack                                | Nova Bergeron                 | Katherine Tokarz             | Lauralyn McClelland        | Melanie Hawkins             | Zizi Strallen             | Imogen Brooke                               | Amy Ryerson                |
| Jeune groupie (Angel)                         | Angel Reed                    | Angel Reed                   | Lindsay Janisse            | Ellen Sutton                | Amy Thornton              | Kylie Michelle Smith                        | Allie Meixner              |

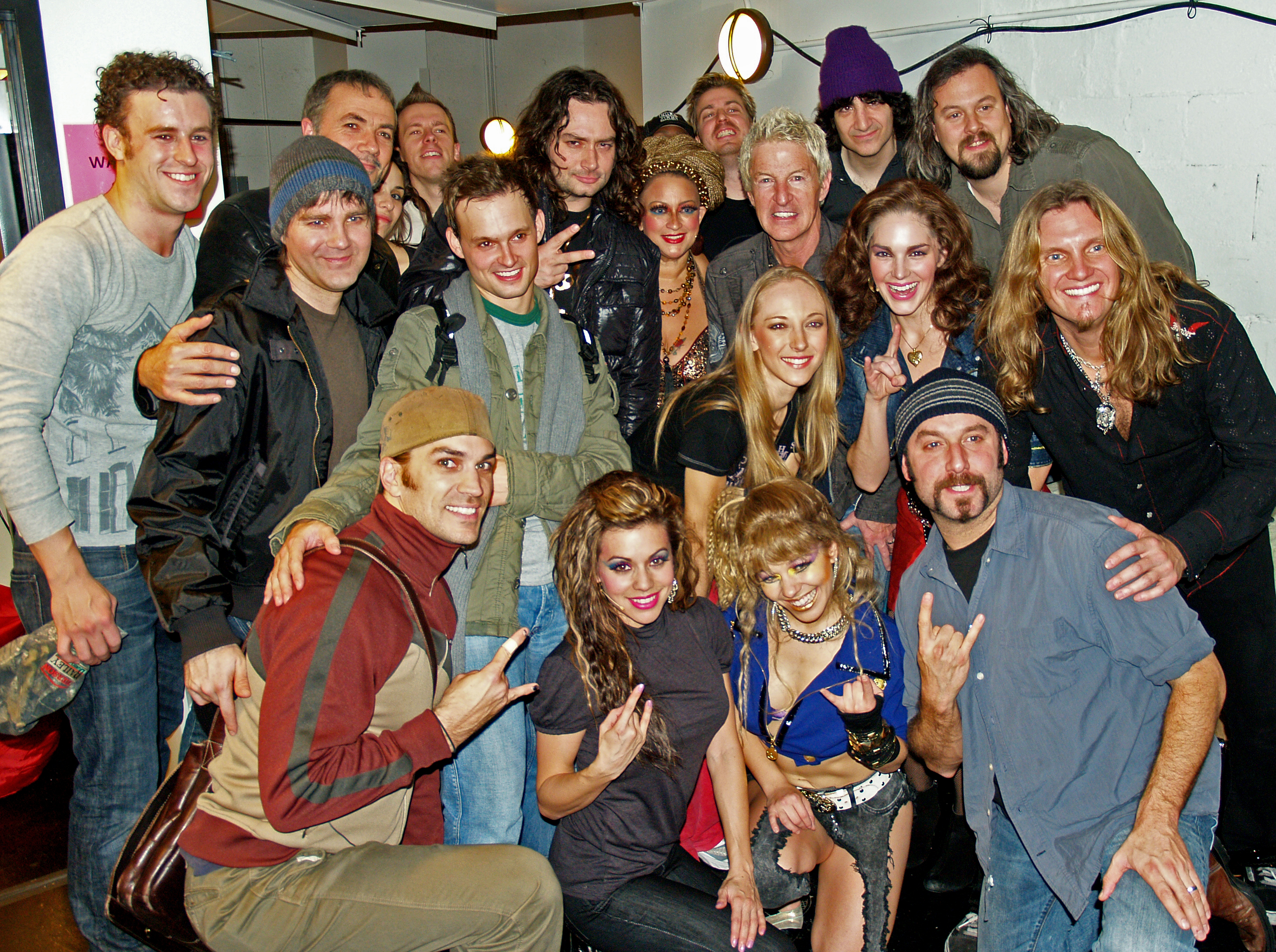
Casting original off-Broadway en 2008.
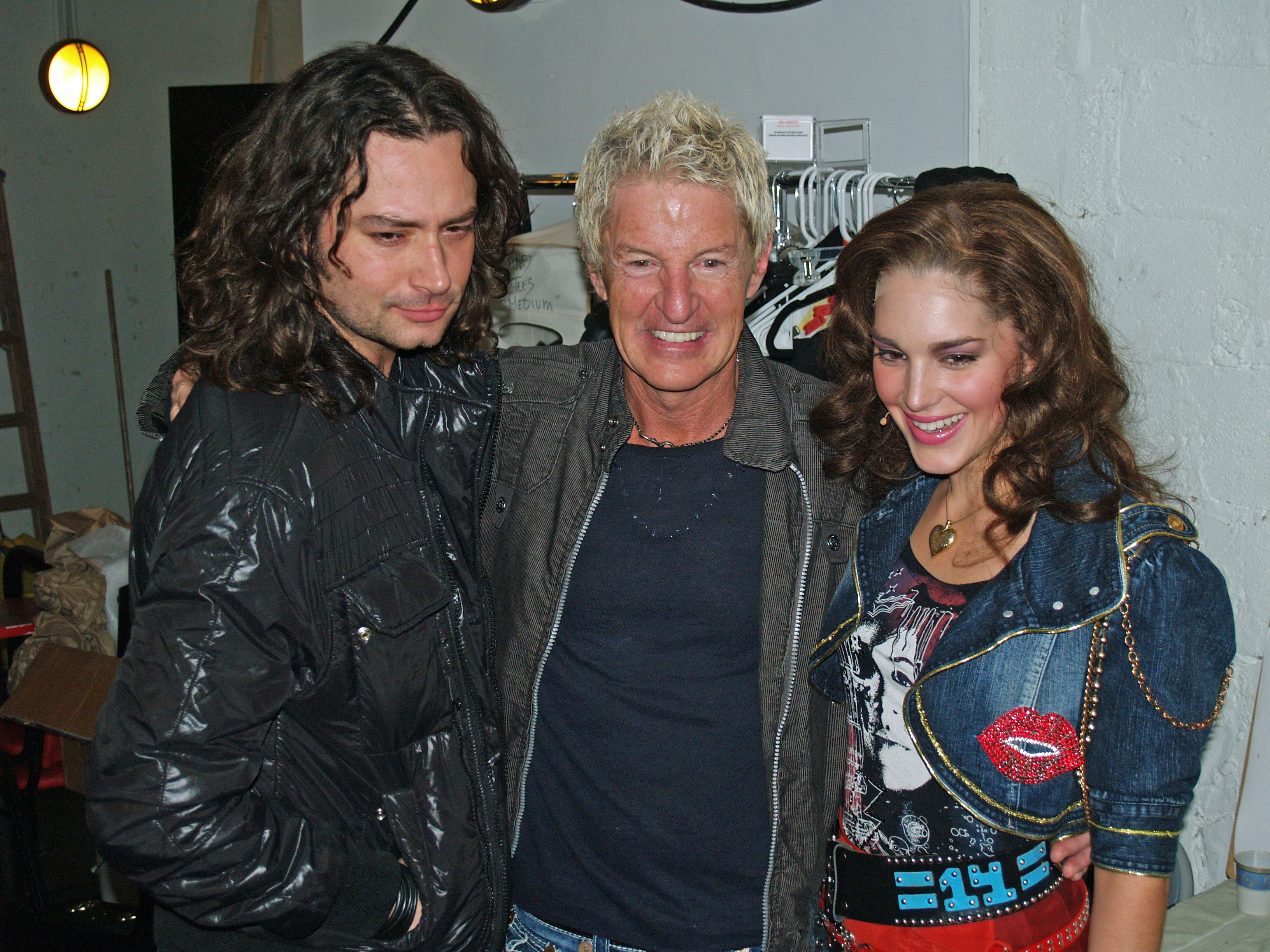
Constantine Maroulis, Kevin Cronin et Kelli Barrett en 2008.
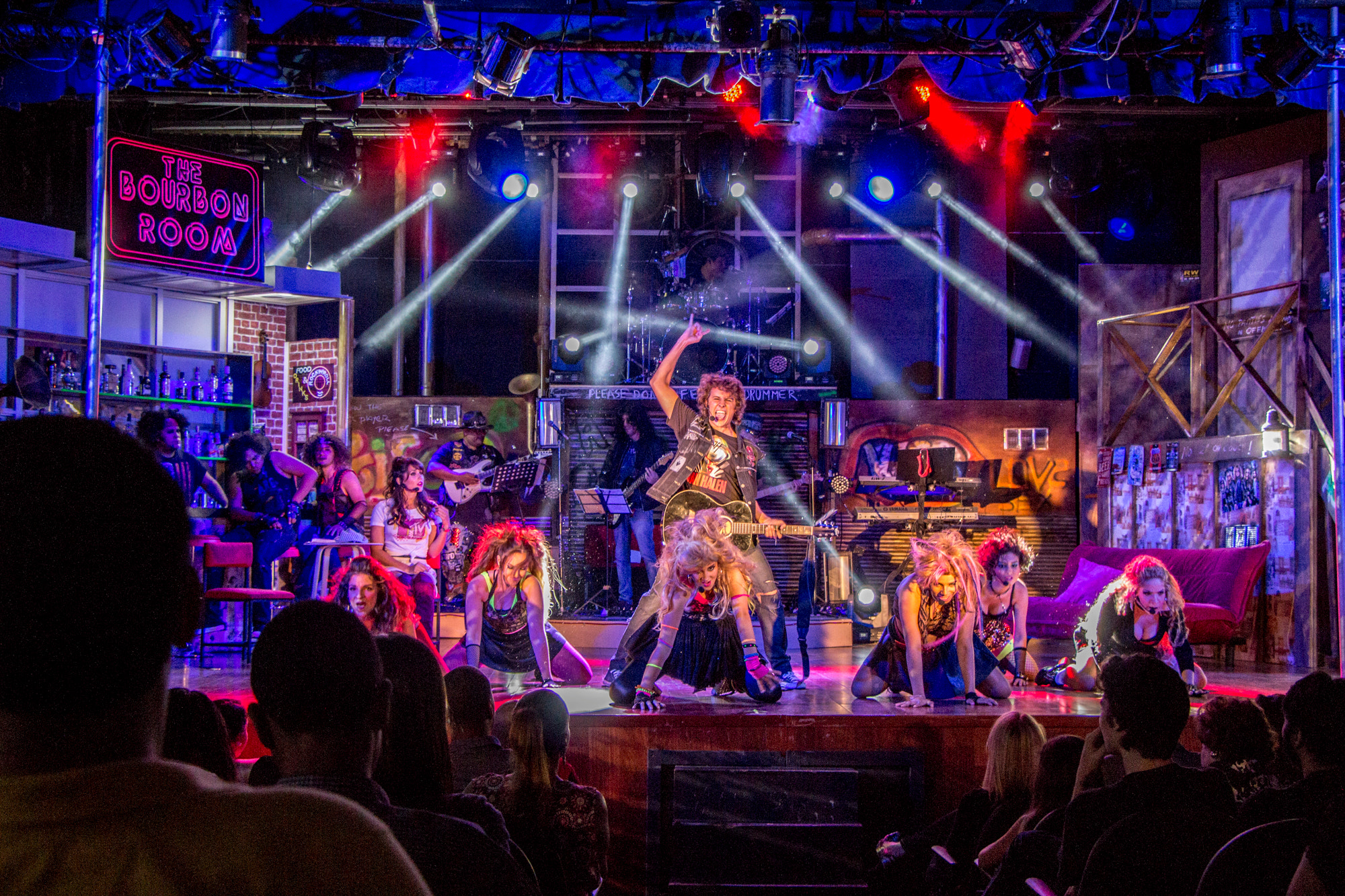
Production de Rock of Ages au Panama.

## Adaptation cinématographique
Les droits de Rock of Ages ont été vendus à Warner Bros. et New Line Cinema. Le film a été réalisé par Adam Shankman et est sorti en 2012.

## Récompenses et nominations

### Production originale de Broadway
| Année | Récompense                 | Catégorie                                        | Nomination                            | Resultat   |
| ----- | -------------------------- | ------------------------------------------------ | ------------------------------------- | ---------- |
| 2009  | Tony Award                 | Best Musical                                     | Best Musical                          | Nomination |
| 2009  | Tony Award                 | Best Performance by a Leading Actor in a Musical | Constantine Maroulis                  | Nomination |
| 2009  | Tony Award                 | Best Direction of a Musical                      | Kristin Hanggi                        | Nomination |
| 2009  | Tony Award                 | Best Costume Design of a Musical                 | Gregory Gale                          | Nomination |
| 2009  | Tony Award                 | Best Sound Design of a Musical                   | Peter Hylenski                        | Nomination |
| 2009  | Outer Critics Circle Award | Outstanding New Broadway Musical                 | Outstanding New Broadway Musical      | Nomination |
| 2009  | Outer Critics Circle Award | Outstanding Featured Actor in a Musical          | Wesley Taylor                         | Nomination |
| 2009  | Drama League Award         | Distinguished Production of a Musical            | Distinguished Production of a Musical | Nomination |
| 2009  | Theatre World Award        | Theatre World Award                              | Wesley Taylor                         | Lauréat    |